# ジョニー・モートン
ジョニー・モートン（Johnnie James Morton Jr.、1971年10月7日 - ）は、アメリカ合衆国カリフォルニア州トーランス出身の元プロアメリカンフットボール選手。アフリカ系アメリカ人の父と日本人の母を持つ日系人。

## 経歴
南カリフォルニア大学卒業後、1994年のNFLドラフト1巡目(全体21位)でデトロイト・ライオンズに入団。
NFLではライオンズ、カンザスシティ・チーフス（2002年6月入団）、サンフランシスコ・フォーティナイナーズ（2005年6月入団）で合わせて12年間プレイしたが、膝の怪我もあり2007年2月23日にフォーティナイナーズを解雇された。
パスキャッチ1,000ヤードを、4シーズンに渡って記録した。
NFL引退後は総合格闘技に転向。
2007年6月2日にDynamite!! USAでデビュー。ベルナール・アッカと対戦し、1ラウンド失神KO負けを喫した。また、カリフォルニア州アスレチック・コミッションによる試合後の薬物検査を拒否したため10万ドルのファイトマネーの支払いが保留となった。その後6月9日の検査の結果、アナボリックステロイドの陽性反応が出て通常のアスリートでは6のテストステロンの値が83.9であることが公表され無期限出場停止処分を受けた。

## 人物
- 弟のチャド・モートン（英語版）も元NFL選手である。
- 1996年製作のトム・クルーズ主演映画『ザ・エージェント』に本人役で出演。

## 戦績
| 総合格闘技 戦績 | 総合格闘技 戦績 | 総合格闘技 戦績 | 総合格闘技 戦績 | 総合格闘技 戦績 | 総合格闘技 戦績 | 総合格闘技 戦績 |
| --------------- | --------------- | --------------- | --------------- | --------------- | --------------- | --------------- |
| 1 試合          | (T)KO           | 一本            | 判定            | その他          | 引き分け        | 無効試合        |
| 0 勝            | 0               | 0               | 0               | 0               | 0               | 0               |
| 1 敗            | 1               | 0               | 0               | 0               | 0               | 0               |

| 勝敗 | 対戦相手           | 試合結果               | 大会名         | 開催年月日   |
| ×    | ベルナール・アッカ | 1R 0:38 KO（右フック） | Dynamite!! USA | 2007年6月2日 |